# Juri
Juri (auch Jurij, Jury, Yury oder Yuri) ist sowohl ein slawischer männlicher als auch ein ostasiatischer weiblicher Vorname.

## Herkunft und Bedeutung
Der männliche Vorname entstammt einer slawischen Variante des Vornamens Georg, die vor allem in Russland (russisch Юрий), der Ukraine (ukrainisch Юрій), bei den Sorben (Jurij) und im südslawischen Raum gebräuchlich ist. Georg wiederum kommt aus dem Altgriechischen und bedeutet Bauer/Landwirt. Auch im niederländischen Sprachraum ist Joeri seit den siebziger Jahren ein populärer Vorname.
Der weibliche Vorname ist in Japan (百合 / ゆり, ‚Lilie‘) und Korea (유리) verbreitet. Dieser besitzt jedoch eine andere Bedeutung als die slawische Variante. In Korea ursprünglich eher als männlicher Vorname gebräuchlich, wird er mittlerweile über Japan auch eher als weiblicher Vorname verwendet. Im Koreanischen ist die Bedeutung abhängig von der chinesischen Schreibweise des Namens, in koreanischer Schrift hat es die gleiche Schreibweise wie „Glas“.

## Namensträger
Juri:
- Juri († 1821), nach Europa verschlepptes indigenes Kind aus Brasilien

- Juri Andropow (1914–1984), sowjetischer Staats- und Parteichef
- Juri Annenkow (1889–1974), russischer Bühnenbildner und Designer
- Juri Arnold (1811–1898), russischer Komponist
- Juri Aronowitsch (1932–2002), israelischer Dirigent russischer Herkunft
- Juri Artjuchin (1930–1998), russischer Kosmonaut
- Juri Awerbach (1922–2022), russischer Schachspieler
- Juri Balujewski (* 1947), russischer Offizier, Generalstabschef der russischen Streitkräfte
- Juri Balaschow (* 1949), russischer Schachspieler
- Juri Baschmet (* 1953), russischer Bratschist und Dirigent
- Juri Baturin (* 1949), russischer Kosmonaut
- Juri Bilibin (1901–1952), russischer Geologe
- Juri Borsakowski (* 1981), russischer Leichtathlet
- Juri Chmyljow (* 1964), russischer Eishockeyspieler
- Juri I. Daniilowitsch (1281–1325), Fürst von Moskau (1303–25) und Wladimir (1318–22)
- Juri Dolgoruki (1090–1157), russischer Fürst, Gründer Moskaus
- Juri Gagarin (1934–1968), russischer Kosmonaut, erster Mensch im Weltraum
- Juri Luschkow (1936–2019), ehemaliger Oberbürgermeister von Moskau
- Juri Muchin (* 1971), russischer Schwimmer und Olympiasieger
- Juri Nikulin (1921–1997), sowjetischer Schauspieler und Zirkusakteur
- Juri Omeltschenko (* 1971), ukrainischer Orientierungsläufer
- Juri Petrow (* 1984), russischer Eishockeyspieler
- Juri Prilukow (* 1984), russischer Freistilschwimmer
- Juri Schlünz (* 1961), deutscher Fußballspieler und -trainer
- Juri Stepanow (* 1969), russischer Badmintonspieler
- Juri Temirkanow (1938–2023), russischer Dirigent
- Juri Tetzlaff (* 1972), deutscher Fernsehmoderator
- Juri Knorr (* 2000), deutscher Handballspieler

Jurij:
Jurijs:
- Jurijs Sokolovs (* 1983), lettischer Fußballspieler
- Jurijs Žigajevs (* 1985), lettischer Fußballspieler

Jury:
- Jury Everhartz (* 1971), deutscher Komponist und Musiker

Yuri:
- Yuri Confortola (* 1986), italienischer Shorttracker
- Yuri Dzivielevski (* 1991), brasilianischer Pokerspieler
- Yuri van Gelder (* 1983), niederländischer Turner
- Yuri Landman (* 1973), niederländischer Musikinstrumentenbauer, Musikologe, Gitarrist, Sänger und Comiczeichner

Yury:
- Yury Gogotsi (* 1961), ukrainischer Materialwissenschaftler
- Yury Kharchenko (* 1986), deutsch-russischer Maler
- Yury Revich (* 1991), österreichischer Geiger russischer Herkunft
- Yury Shulman (* 1975), belarussisch-US-amerikanischer Schachspieler
- Yury Winterberg (* 1965), deutscher Schriftsteller und Drehbuchautor

Youri:
- Youri Djorkaeff (* 1968), französischer Fußballspieler
- Youri Duplessis Kergomard (* 1996), französischer Freestyle-Skier
- Youri Gilg (* 1970), französischer Freestyle-Skier
- Youri Loen (* 1991), niederländischer Fußballspieler
- Youri Mulder (* 1969), niederländischer Fußballspieler
- Youri Tielemans (* 1997), belgischer Fußballspieler

Joeri:
- Joeri Adams (* 1989), belgischer Radrennfahrer
- Joeri Calleeuw (* 1985), belgischer Radrennfahrer
- Joeri Clauwaert (* 1983), belgischer Radrennfahrer
- Joeri Hapers (* 1990), belgischer Squashspieler
- Joeri Rogelj (* 1980), belgischer Klimawissenschaftler

Joerie:
- Joerie Church (* 1998), niederländisch-englischer Fußballspieler
- Joerie Vansteelant (* 1982), belgischer Triathlet

## Namensträgerinnen
- Carla Juri (* 1985), Schweizer Filmschauspielerin
- Raika Juri (* 1944), kroatische Schauspielerin
- Kwon Yu-ri (* 1989), südkoreanische Sängerin

## Kunstfigur
- Jurij Andrejewitsch Schiwago, bekannt als Dr. Schiwago, Romanfigur von Boris Pasternak

## Varianten
Yuri, Yury, Jura (russische Koseform, Jurruschka, Jurka, Jurik, Jurtschik, Jurotschka, Jurez), Jure, Joeri (niederländische Variante)
Beinamen-Formen sind Jurewitsch (männlich) und Jurewna (weiblich), z. B. Maria Jurewna und Igor Jurewitsch. Eine weitere seltene Form ist Jurones.